# Långtjärnen (Gideå socken, Ångermanland, 704919-165708)
Långtjärnen är en sjö i Örnsköldsviks kommun i Ångermanland och ingår i Gideälvens huvudavrinningsområde.